# Фрондиси, Артуро
Арту́ро Фронди́си Эрко́ли (исп. Arturo Frondizi Ercoli; 28 октября 1908, Пасо-де-лос-Либрес, провинция Корриентес — 18 апреля 1995, Буэнос-Айрес) — аргентинский государственный и политический деятель, 33-й президент Аргентины (1958—1962),

## Биография
Родился 13-м ребенком в многодетной аргентинской семье каменщика. В детстве занимался футболом и боксом. Выступал за Club Almagro, представлявший низшие дивизионы чемпионата страны. В конце обучения в средней школе его успеваемость стала значительно выше и как подающий надежды ученик он стал сотрудничать со студенческой газетой Estimulen.
В 1930 году с отличием окончил юридический факультет Университета Буэнос-Айреса. В 1930 году стал лидером левой группировки в партии Гражданский радикальный союз (ГРС). Из-за участия в движении протеста против военной администрации президента Урибуру в марте 1930 года он был арестован и двадцать дней провел в тюрьме Вилла Девото. В сентябре того же года он был повторно арестован, после освобождения в конце 1932 года он присоединился к леворадикальному политическому движению. В декабре 1933 года он был вновь арестован по обвинению в антиправительственных действиях. В середине 1930-х годов являлся активистом правозащитных организаций, а с 1936 года активно включился в антифашистское движение, хотя в аргентинском обществе царило нейтральное отношение к гитлеровскому режиму. Являлся одним из соавторов Авальендской декларации, ставшей одной из идеологических основ Гражданского радикального союза.
С 1939 по 1952 годы являлся доцентом в колледже бесплатного высшего образования, а ноябре 1940 года составил курс, который лег в основу его книги о правовом режиме экономики Аргентины, опубликованной в 1942 году.
В 1946—1952 годах — депутат Национального конгресса. На президентских выборах 1951 года баллотировался в качестве кандидата на пост вице-президента. В 1954 году был избран председателем Национального комитета Гражданского радикального союза. Его книга-разоблачение «Нефть и политика» стала бестселлером 1954 года, открыв оборотную сторону нефтяных контрактов, подписанных президентом Хуаном Пероном c американской Standard Oil de California. В июне 1955 года он был на некоторое время арестован по обвинению в связях с путчистами, покушавшимися на Хуана Перона. 27 июля 1955 года он выступил с одной из своих самых заметных речей, в которой призвал главу государства не «усмирять страну», а открыть путь для диалога между властью и обществом. Он поставил под сомнение многие аспекты государственной политики, в частности, контракты с нефтяными компаниями Калифорнии, которые определил его как колониальные и вассальные.

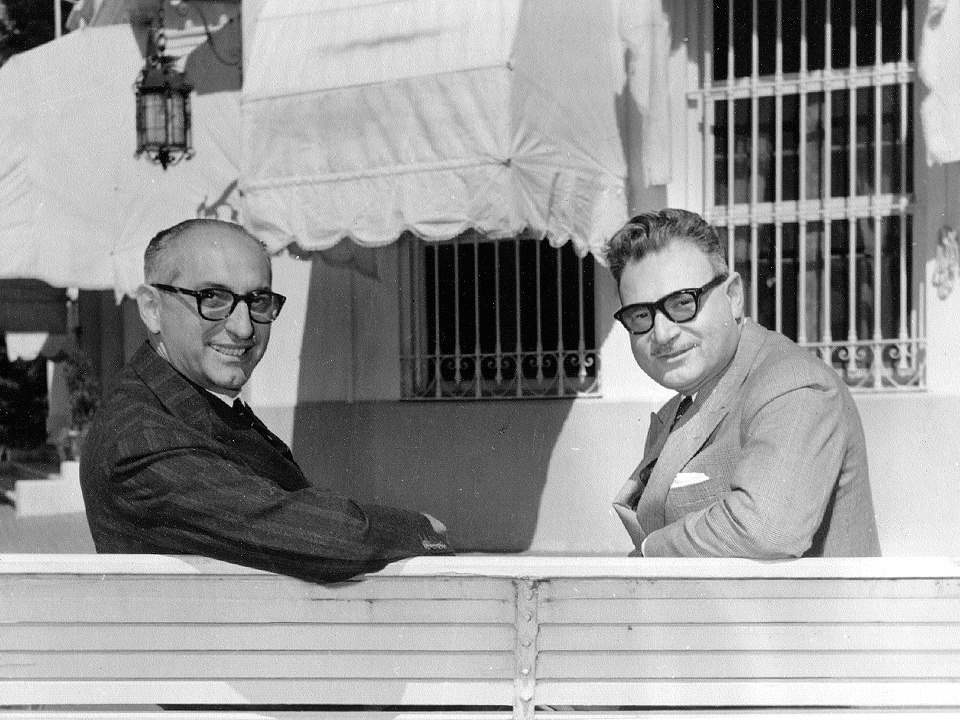
Фрондиси и его экономический советник Рохелио Фрихерио в президентской резиденции Кинта де Оливос (1958)

В 1957 году после раскола ГРС стал лидером партии Гражданский радикальный союз непримиримых. Победил на президентских выборах в феврале 1958 года, набрав 49,49 % голосов. Несмотря на своё радикальное прошлое, в период своего правления проводил политику репрессий против левых и демократических сил, в частности в 1959 году запретил Коммунистическую партию Аргентины. Сделал ряд уступок олигархии и иностранному капиталу, заключив контракты, поставившие нефтяную промышленность под контроль США. Для получения денежных займов от МВФ Фрондиси одобрил экономическую программу «Стабилизация и развитие», которая включала в себя такие меры, как девальвация песо, приватизация государственных предприятий, сокращение расходов в социальной сфере и другие. С другой стороны, иностранные инвестиции увеличились в десять раз, а объем внутренних инвестиций вырос вдвое. Наиболее заметным стал рост производства в сталелитейной, автомобильной, нефтехимической отраслях промышленности. Рост объемов добычи углеводородов составил 150 %, в 1958 году страна превратилась из импортера в экспортера нефти и газа. Благодаря заключению новых контрактов добыча нефти выросла за 4 года в 3 раза. Однако в сентябре 1960 года профсоюз нефтяников объявил всеобщую забастовку в знак протеста против подписания нефтяных контрактов с американскими компаниями. Президент объявил чрезвычайное положение, обвинив профсоюзных лидеров в связях с перонистами.
В годы его президентства произошли либеральные контрперонистские реформы в образовании (в качестве дисциплин высшего образования появились «социология» и «психология») и в культуре.
В 1959 году совершил первый в истории республики официальный визит президента Аргентины в США. В 1960 году в одностороннем порядке денонсировал существовавшие торговые договоры со странами социалистического блока: СССР, Румыния, ГДР, Болгария. В 1961 г. по приглашению Фрондиси в Буэнос-Айрес приезжает Че Гевара, которого президент безуспешно пытался склонить к отказу от сотрудничества с СССР. Лишенный поддержки демократических сил, был свергнут в результате государственного переворота (1962). В 1963 году стал лидером одной из фракций партии ГРСН (Партии непримиримости) под названием Движение за интеграцию и развитие.
В годы военной диктатуры, установленной в Аргентине в 1976 году, занимал выжидательную позицию, после смерти своей дочери Елены в том же году его участие в политической жизни страны становилось все менее заметным. Последний раз он появился на публике в 1983 году в момент передачи власти демократически избранному президенту Раулю Альфонсину. В следующем году глава государства официально признал роль Фрондиси в истории страны, а в 1992 году, в возрасте 84 лет, он был награждён золотой медалью аргентинских Вооруженных сил.
Получил звания почетного доктора в университетах Васэда (Япония), Майами, Оттавы и Мадрида.
Похоронен на кладбище Реколета в Буэнос-Айресе.

## Награды
- Орден Чула Чом Клао (1961)[3]